# Viktor Sulčič

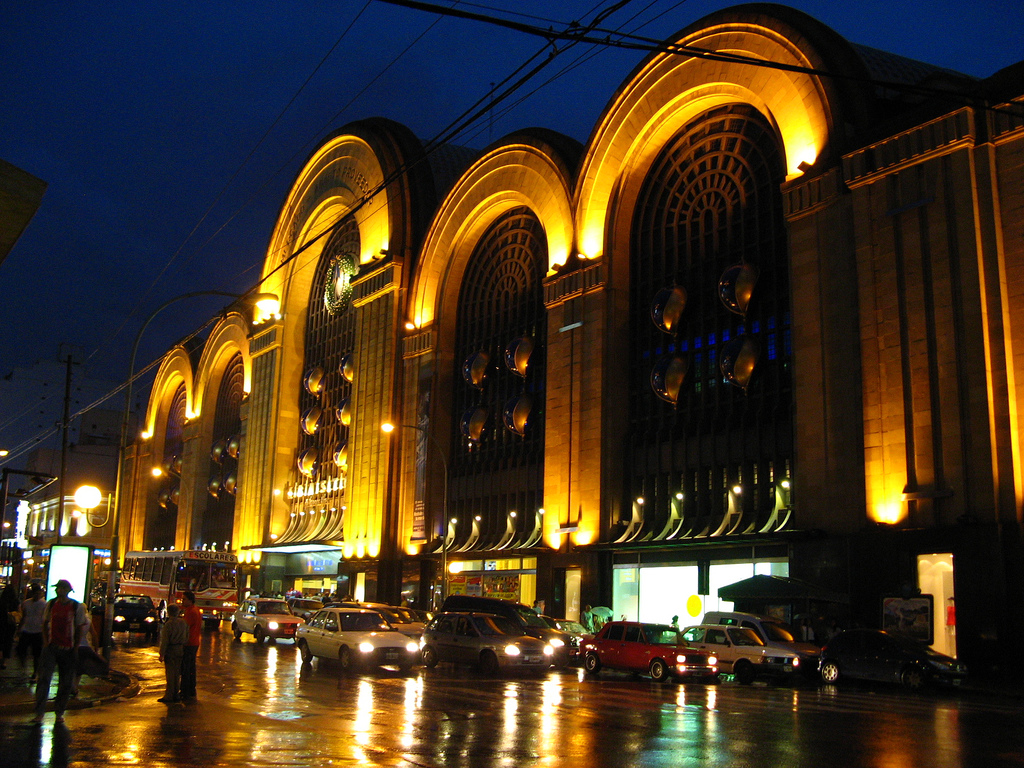
Arcos de hormigón del Mercado de Abasto de Buenos Aires, 1932-36, primer diseño famoso del arquitecto.

Viktor Sulčič, conocido como Víctor o Victorio Sulčič (o simplemente Sulcich) (Križ pri Trstu, 2 de agosto de 1895-Buenos Aires, 9 de septiembre de 1973), fue un arquitecto esloveno nacionalizado argentino.

## Biografía
En el año 1924 emigró a la Argentina, como parte de la segunda ola de inmigración eslovena en este país y la más importante, e invitado por el ingeniero civil Luis V. Migone. Cursó la escuela secundaria en Trieste e hizo sus estudios de arquitectura en Florencia y Bolonia, en Italia.

## Carrera
En 1926 participó del concurso para el Banco Hipotecario en la Diagonal Sur junto al geómetra Raúl Bes, pero ante la imposibilidad de presentar su proyecto porque ninguno de los dos tenía un diploma aprobado en la Argentina, pidieron al ingeniero José Luis Delpini que firmara por ellos. Finalmente resultaron ganadores, y el edificio que hubiera ocupado toda una manzana, pero su construcción fue suspendida en 1928, cuando Hipólito Yrigoyen asumió la presidencia. Ese mismo año, junto a Migone, ganó el segundo premio en el concurso para el edificio de la Municipalidad de Bragado. En 1928 diseñó y construyó la entrada al cementerio de Luján, y comenzó a dedicarse a la acuarela, exponiendo en el Salón Nacional en 1929. 
En ese lapso, se unió formalmente con sus compañeros de proyecto, naciendo así el estudio Delpini-Sulcic-Bes Ingenieros-Arquitectos.
Sus dos edificios más famosos se localizan en Buenos Aires: el estadio "La Bombonera" del Club Atlético Boca Juniors, que fue diseñado en 1932 y finalizado en 1940 y el Mercado de Abasto de Buenos Aires (almacén central de frutas y verduras en aquel momento y desde 1999 un centro comercial), diseñado en 1929 y construido entre 1931 y 1936, ambos notables estructuras de hormigón armado. También proyectaron el Mercado Vélez Sársfield, en Avenida Rivadavia y Chivilcoy, y un edificio de departamentos de su autoría, en la esquina de las calles Venezuela y Piedras, Buenos Aires.
En la década de 1930, proyectó por encargo el Hogar Yugoslavo de Dock Sud, y trabajó junto a Sulcic y Bes en el Hogar de Ancianos del Hospital Italiano en San Justo, donde estuvo a cargo especialmente de la gótica Iglesia del Sagrado Corazón de Jesús. En los años 1940, trabajó intensamente en el diseño de casas antisísmicas para la provincia de San Juan, que había sufrido un devastador terremoto.

## Fallecimiento y legado
Viktor Sulčič falleció el 9 de septiembre de 1973 en Buenos Aires, a los 78 años de edad. Sus restos descansan en la Bóveda de la Asociación Eslava del Cementerio de la Chacarita. 
Luego de la muerte de su hijo Igor, Sulcic abandonó la arquitectura y se dedicó a la pintura y la literatura, recorriendo gran parte del sur de la Argentina y de Chile, y exponiendo en ambos países. También escribió libros de poesía y de cuentos. 